# Cotinusa rubriceps
Cotinusa rubriceps är en spindelart som först beskrevs av Cândido Firmino de Mello-Leitão 1947.  
Cotinusa rubriceps ingår i släktet Cotinusa och familjen hoppspindlar. Inga underarter finns listade i Catalogue of Life.